# Avenel (New Jersey)
Avenel – jednostka osadnicza w hrabstwie Middlesex w stanie New Jersey w USA. Według danych z 2010 roku Avenel zamieszkiwało ponad 17 tys. osób. Miejscowość należy do konglomeracji Woodbridge Township.

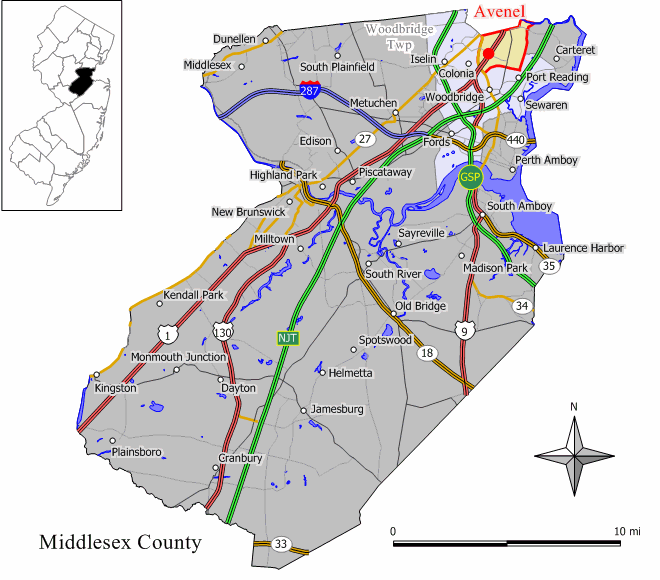
Avenel na planie mapy hrabstwa Middlesex
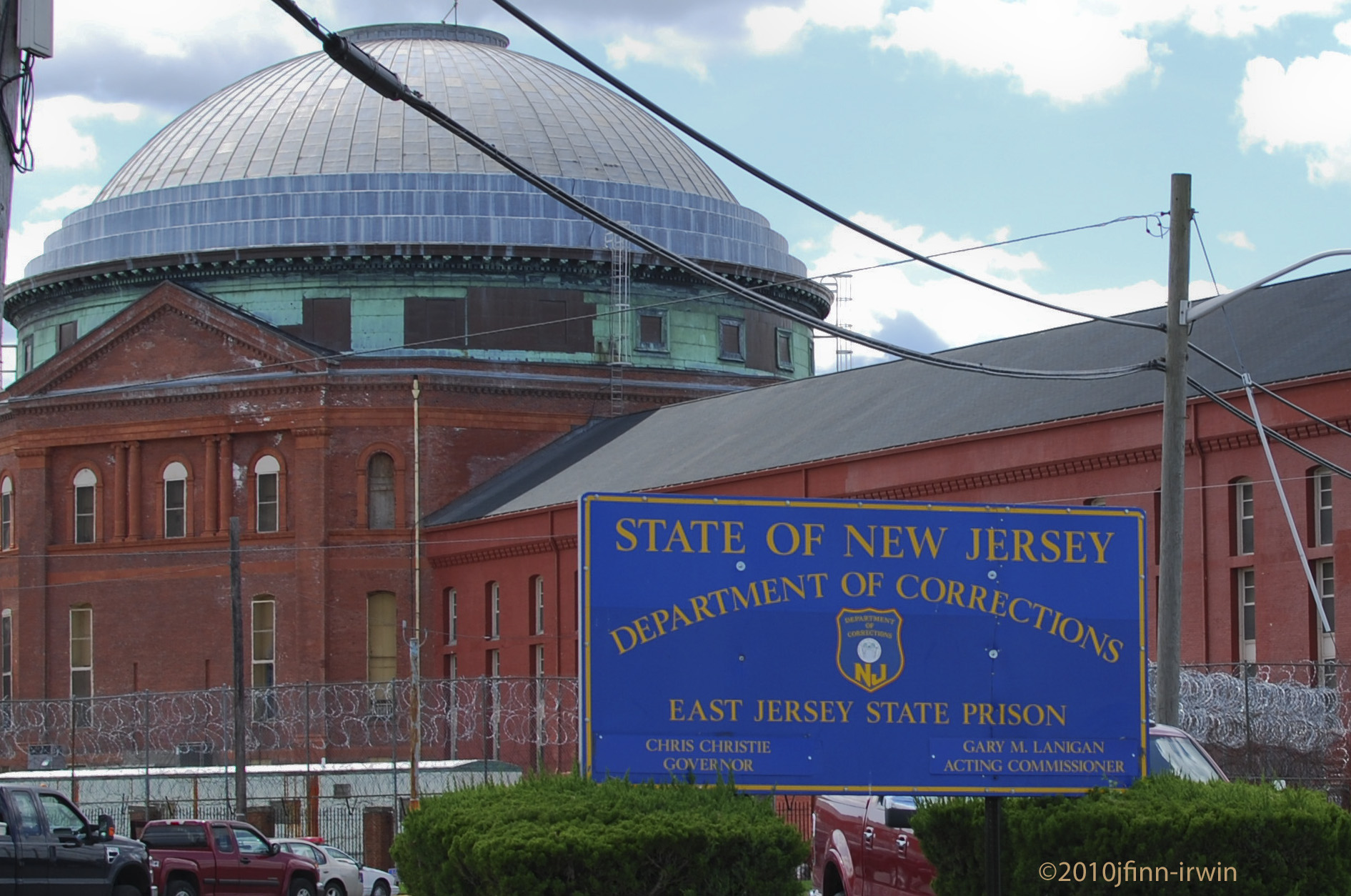
Więzienie East Jersey State